# Гурильов Олександр Львович
Олександр Львович Гурильов (22 серпня (3 вересня) 1803, Москва, — 30 серпня (11 вересня) 1858) — російський композитор, піаніст, педагог.

## Біографія
Народився в сім'ї кріпосного музиканта Льва Степановича Гурильова (1770—1844), диригента і скрипаля оркестру графа Орлова. Вчився у батька (скрипка), Джон Філда (фортепіано), Йосипа Генішти (теорія музики). У 1831 разом із своїм батьком отримав вільну і приписався до товариства московської ремесленої управи. Проживав у Москві, займався композиторською і педагогічною діяльністю, викладав гру на фортепіано та спів. Відомий як автор ліричних побутових романсів і пісень, що набули широкого поширення в демократичній частині міського населення. Йому також належать обробки народних пісень, фортепіанні твори — танці, віртуозні п'єси для концертного виконання (варіації на романс А. Е. Варламова «На зорі ти її не буди», і терцет «Не томи, рідний» з опери М. І. Глинки «Життя за царя»).
Основний жанр творчості Гурильова — вокальна лірика. Його романси пройняті романтичними, сентиментальними настроями, тонким ліризмом, в них сильний вплив російської народної традиції. Ясна мелодія, кантилена зближує Гурильова з Глінкою, з іншого боку, ряд романсів в драматично-декламаційному стилі передбачає творчість Даргомижського, Мусоргського і Чайковського. Важливою складовою вокальних творів Гурільова є ретельно розроблена фортепіанна партія.

## Автор романсів
Особливої популярності набули:
- «Матінка-голубонька»,
- «В'ється ластівка сизокрила»,
- «Однозвучно гримить дзвіночок»,
- «Сарафанчик»,
- «Розлука» («На зорі туманної юності»)[6]